# Enchanting
Enchanting, de son vrai nom Channing Nicole Larry, est une rappeuse américaine née le 9 octobre 1997 à Hanau et morte le 11 juin 2024 à Dallas. 
En 2020, elle rejoint le label de Gucci Mane 1017 Records (en),, et se fait connaitre pour son single Track & Field en 2022. Track & Field est une collaboration avec la rappeuse Kaliii (en) qui avait atteint plus d'un million de vues sur YouTube au moment de sa mort. 
Elle collabore aussi fréquemment avec Gucci Mane, aux côtés de Big Scarr, Coi Leray et Foogiano (en).

## Biographie

### Jeunesse
Channing Nicole Larry naît à Hanau, en Allemagne, de parents américains et passe ses premières années à Fort Worth, au Texas, et à Atlanta, en Géorgie.

### Carrière
Larry commence sa carrière musicale à la fin de son adolescence, en se produisant dans une chorale d'église et en étant pom-pom girl au lycée. Après avoir obtenu son diplôme, elle travaille comme coiffeuse et manucure avant de poursuivre une carrière dans le hip-hop et de publier de la musique en ligne. Le 11 mars 2019, Enchanting figure sur le single Monday de Boogotti Kasino, qui lui sert de premier single. La chanson lui vaut une reconnaissance, ce qui l'amène à signer un contrat d'enregistrement avec 1017 Records (en) de Gucci Mane, en 2020. Elle sort ensuite plusieurs singles et projets, dont No Luv (2020) et Luv Scarred (2023),.
Le 24 février 2023, elle sort le single Tell Me Why avec Layton Greene (en), et figure sur la chanson de Raedio He Can't Reach aux côtés de Maiya the Don (en) en octobre.

### Mort
Le 11 juin, à 26 ans, Larry est déclarée morte au centre médical de l'université Baylor de Dallas, après avoir été retirée du système de réanimation en raison de complications liées à une overdose.
Son équipe de direction a confirmé sa mort et les hommages ont afflué de la part d'autres artistes et de fans,.